# デッドライジング
『デッドライジング』（DEAD RISING）は、カプコンより2006年9月28日（アメリカでは8月8日、ヨーロッパでは9月8日）に発売されたXbox 360用アクションゲーム。通称「デッドラ」。
自社製マルチプラットフォーム対応を謳うエンジン「MT Framework」の第1作目。プレイヤーは主人公を操作し、72時間（3日）の間にウィラメッテで起きた怪奇事件の謎を究明していくことが目的である。
プロデューサーは稲船敬二。シナリオは『ブレス オブ ファイア』や『ロックマンDASH』を手掛けた河野禎則と池原実が担当している。
カプコンが過去に発売したバイオハザードシリーズもゾンビを題材としているが、あちらは数は少ないものの一体一体が脅威となるのに対し、本作では一体のゾンビはそれほど脅威ではないが、画面内を200体以上の大量のゾンビが埋め尽くす点が大きな特徴。
2009年2月19日にはリメイク作品である『デッドライジング ゾンビのいけにえ』がWiiで発売。Xbox 360版にアレンジが加えられており、写真撮影などのゲーム性を一部排除しアクション・シューティングにゲーム性の重点を置いた作品になる。Wii独特のコントローラーを用いた操作が新たに盛り込まれている。ほか登場キャラクターの一部が登場しなくなっていたり、一部のサイコパスが普通のゾンビとしてゾンビの中に紛れていたり、Xbox 360版では通れた通路が通れなくなっていたりと、若干の違いが存在する。また、今作の5年後を描いた続編『デッドライジング2』がXBox 360、PlayStation 3、Windowsの3機種の制作が決定し、Windows版を除いて日本では2010年9月30日に発売された。そして第3作、『デッドライジング3』がXbox Oneで2013年11月20日に発売、第4作『デッドライジング4』がXbox Oneで2016年ホリデーシーズンに発売された。
2016年9月13日にリマスター版PlayStation 4、Xbox One、PC版がダウンロード版で、2016年9月29日にパッケージ版が発売された。
2024年9月19日に次世代ゲーム向け完全リマスター版『デッドライジング デラックスリマスター』がデジタル版に配信開始し、PS5パッケージ版では同年11月8日に発売予定。ゲームエンジンはRE ENGINEである。グラフィックの全面的な作り直し、システムの追加・改善、日本語音声の追加など、改良が加えられている。一方、セクシャルな要素の一部削除、特定キャラクターの見た目の変更などもある。

## ゲーム内容
スクープを求めて巨大なショッピングモールに来たフォトジャーナリストの主人公は、そのショッピングモールの中で大量のゾンビや錯乱して危害を加えてくる人間（サイコパス）などと戦いながら、救助のヘリコプターが到着する72時間（3日）後までの間サバイバルを送らなければならない。
自由度は非常に高く、72時間（3日）後までどのようにして過ごすかはプレイヤー次第であり、必ずしもストーリーを進める必要は無い。極端な話、ゲームのスタート地点であり、ヘリの到着場所でもあるショッピングモール屋上のヘリポートに72時間立ちつくしているだけでもクリアとなる。
ゲーム内での24時間は、現実には約2時間で経過するため一度のプレイは6〜8時間程度。ゲームオーバーまたはクリア時のアイテムやステータスを次回に持ち越すことが可能で、周回を重ね主人公が強くなっていくにつれ、次第にストーリーの真相に近づきやすくなっていく。
最初のうちはB級映画テイストでストーリーは進んでいくが、真相に近づくにつれてアメリカの食料事情への皮肉を感じさせつつ、徐々に暗い展開へ移り変わっていく。
エンディングは7つあり、プレイヤーの行動によりそれぞれA〜Fまで分岐する。基本的に72時間経過した時点でエンディングだが、途中で終わるバッドエンドもある。
舞台となるショッピングモールには玩具屋、DIYショップ、食料品店、ガンショップなどが揃っており、オモチャの水鉄砲からスナイパーライフル、フライパン、アルコールなど数百を超えるアイテムが存在する。そしてそのほとんどが武器もしくは食料（回復アイテム）として使用可能である。また、主人公の見た目を変える眼鏡や衣装なども充実しており、男性向けジャケットなどはもちろん女性用ワンピースや子供服、さらには馬の頭の被り物やロックマンDASHシリーズに登場するコブンの頭の被り物などのジョークグッズまで着用可能。これらはリアルタイムデモにも反映され、プレイヤーが着用した服装のままイベントが進行する。
レベルを十分に上げれば武器を使わずに素手でゾンビを殴り殺すといったこともでき、その身一つでゾンビをなぎ倒していくことも可能。
経験値（PRESTIGE POINTS）は「ゾンビを殺す」「サイコパスを倒す」「スクープを撮影する」「生存者を救助する」といった行動をこなすことで獲得できるほか、ジムのフィットネスマシーンなどステージ上に設置されているものを用いて得ることもできる。また、書店などで入手した本を所持することで新たなスキルを得たり、アイテムの効能を増強することができる。
セーブはセーフハウスの長椅子か、各所にあるトイレで可能。DRDR版では『3』『4』同様にオートセーブとなっているが、『4』で廃止された手動セーブも復活しており、『2』以前同様に複数スロットへのセーブが可能となっている。

## ストーリー
プロローグ
アメリカ合衆国コロラド州にあるウィラメッテという平凡な街が突如として厳重な情報規制の下、完全に封鎖された。
フリージャーナリストであるフランク・ウェストはこの事態にスキャンダルの匂いを感じ、民間のヘリをチャーターして空からウィラメッテへ侵入する。最初は住民による暴動かと思っていたが、人間とは違う大量の何かが人間を襲う凄惨な場面をカメラのファインダー越しに目撃する。途中で軍のヘリに追われたフランクは72時間後に迎えに来るよう操縦士に告げて、町にあるショッピングモールの屋上へと飛び降り、一人の男と出会う。何が起こったのか尋ねるフランクへ彼は「その目で確かめるがいい。ここは、地獄だ」と告げる。
72 hours mode
ウィラメッテではゾンビ災害が発生しており、ゾンビと化した住民が生者を襲って食い殺し、そして死者はゾンビとなって蘇るという悪循環によって地獄絵図と化していた。生存者はショッピングモールに立て籠っていたが、1人の老人の暴走によってバリケードは破られ、ゾンビの群れがショッピングモールになだれ込む。このゾンビの巣窟と化したショッピングモールで過ごす羽目になったフランクは、ヘリが迎えに来るまでの72時間、事件の真相とスクープを追ってモール中を奔走するのだった。
DHS（アメリカ合衆国国土安全保障省）のエージェントであるブラッド・ガリソンやジェシカ・マッカーニーと協力し、生存者を救出したり正気を失ったサイコパスと戦いつつフランクは事件の真実に迫っていく。謎の美女イザベラ・キーズとの接触や、その兄で首謀者であるカリート・キーズと攻防を繰り広げるうちに、フランクは彼らの故郷「サンタ・カベザ」がアメリカの食肉研究から生じた寄生虫実験によりゾンビ災害に見舞われたこと、そして政府が証拠隠滅のために生存者もろともサンタ・カベザを殲滅したという事実を知る。この事件は、故郷の復讐に取り憑かれた彼らの狂気が引き起こしたのだった。やがてカリートは暴走し、アメリカ全土をも巻き込む未曾有のバイオテロを画策するが、フランクに阻止される。その戦いの中でブラッドは命を落とし、カリートも最後まで妄念に取り憑かれたまま、自ら起こした惨事に呑まれる形で死亡した。カリートのPCを使ってジャミングを解除し、外部と連絡が取れるようになったものの、政府は真実が明るみに出ることを恐れ、生存者の救出どころかサンタ・カベザと同じように事件の隠滅を目論んでいた。裏切られたジェシカは絶望したままゾンビと化したが、その隙に生存者は脱出。取り残されたフランクは全ての真実を公表するべく、迎えのヘリを待つ。
Overtime Mode
救助に来たヘリが墜落したことで脱出手段を失ったフランクは、直後に意識を失う。イザベラに救助されたフランクだったが、彼女から自身がゾンビ化寄生虫に感染している事実を告げられる。ゾンビ化に耐性のある体質だったため、何とかゾンビ化を免れているが、24時間以内に抑制剤を投与しないと完全にゾンビ化すると告げられたフランクは、抑制剤を作成する道具の収集と新たな脱出手段を探す。しかし同時に証拠隠滅を目論んだ政府が特殊部隊を送り込んでおり、フランクはゾンビと人間の両方を相手にしなければならなくなる。
なんとか材料を集めたフランクはイザベラが作った有合せの抑制剤を投与され、ひとまずはゾンビ化が抑制される。しかしその過程で、カリートは戦災孤児を集め、アメリカ中に里子に出していたと判明する。もしもイザベラにも内緒でその50人もの里子に寄生虫が投与されていたら、それはアメリカ全土でのゾンビ災害発生を意味する。真実を伝えるべく、フランクは地下通路からの脱出を図るが、脱出直前に特殊部隊の司令官であり、サンタ・カベザ掃討の指揮を執ったブロックが立ち塞がる。激闘の末にブロックを破ったフランクは辛くも生還に成功。その後、自身の記事は全米を震撼させる大スクープとなり、政府に元凶となった食肉研究を一部認めさせるに至ったが、これだけの大事件もやがては他のニュース同様に消費され、結局は忘れ去られてしまった。その一方で、カリートが撒いていた災厄の種は既に芽吹きつつあった。

## モード
72 hours mode
いわゆるストーリーモード。一部例外を除き72時間経過後にヘリが迎えに来た時点でエンディングが発生して終了する。Wii版では時間経過が無くなっており、ストーリーを進めない限り時間も進まない。また、エンディングも一種類のみである。
原版ではゲーム内で72時間経過するまでゲームクリアはできなかったが、DRDR版ではセーブポイントでの時間の早送り機能が追加されたためわざわざ待つ必要はなくなった（もちろんオリジナル版通り72時間モールで過ごしてもクリアになる）。ただし、早送りのタイミング次第では発生するはずのメインケースやサイドケースを逃すことがある。
Overtime Mode
72 hours modeを最高ランクのエンディングAでクリアすると連続して開始されるシナリオ。72時間経過後のショッピングモールが舞台で、24時間以内に目的を果たし、生還することが目的。目的が果たせないまま24時間が経過するとゲームオーバーとなる。目的を果たすとタイムリミットの存在しない最終エリアに突入し、ラストボスを倒せばゲームクリア。
解禁後はタイトル画面からOvertime Modeのみのプレイも可能だが、その場合は所持アイテムやスクープキューの達成状況は初期化され、特定のサイコパス撃破で入手できる武器も手に入らない。
Wii版ではエンディング分岐が無く、最終章として必ずプレイすることになる。タイトル画面からの選択も不可能となっている。
∞ Mode
条件を満たすことで選択可能。敵からの攻撃のみならず一定時間経過ごとでも体力が減る環境でどれだけ生存できるかを競う。本編とは違い期限はなく、フランクが死ぬまで永久に続く。モールの構造は同じだが、ゴミ箱などを壊しても食料が出ない、モール内に落ちている食料を拾うと二度と復活しない、本編では食料を無限回収できたスーパーに入れないなどの制限がある。一方、ショートカットが最初から利用可能であったり、各所の封鎖がなくなっている。
モール内のさまざまな場所には本編に登場した生存者やサイコパスがおり、フランクを見つけると襲ってくる。だが、倒すと必ず食料を1つ落とす（サイコパスの場合落とす物が豪華な上に3つも落とす）ため、クリアのためには落ちている物を集めること以上に、他の生存者から奪い取ることが重要になる。通常の生存者は1回きりの登場だが、サイコパスは2回（囚人3人組のみ5回出現するが、食料は落とさない）出現する。また、9日目を過ぎると生存者が出現しなくなるため永遠に生存するのは不可能である。なお、生存者およびサイコパスはゾンビからも攻撃を受けるが、ゾンビに倒された場合はアイテムが出現しないため、食料を手に入れる場合は必ずとどめはプレイヤーが刺す必要がある。
セーブ不可のため、このモードで達成できる実績「7デイ・サバイバー」の達成には、実時間にして約14時間プレイすることが必要。
生存時間は記録され、世界中のプレイヤーとランキングで競うことができる（オンライン接続が必須）。
DRDR版ではゾンビもランダムで段ボールをドロップ（中からは武器か食料がランダムで1つ出現する）ようになった。また、途中から特殊部隊やカルティストが出現するようになる、サバイバーの登場順がランダムになるといった変更も行われた（特殊部隊・カルティストもランダムで段ボールをドロップする）。
Wii版には存在しない。
CHALLENGE QUEST
Wii版のみのモードで、クリア後にプレイ可能。与えられたミッションの達成を目指す。クリア時にはミッション毎にランクが判定され、条件を満たせば隠しコスチュームや武器が解禁される。高速移動するゾンビや透明ゾンビを倒すと言った風変りなミッションも存在する。
THE SNIPER
Wii版のみのモードで、クリア後にプレイ可能。CHALLENGE QUESTと同じく様々なミッションに挑むが、こちらはスナイパーライフルを使った内容となっている。

## 登場人物
ここで書かれているキャラクターの結末は全てのCASE FILEを埋める、またはサブストーリーを最後まで終了させた場合のものである。
そのため、本来の目的とは違う行動をとることで、展開上必ず死亡するキャラクターを生存させることも、生存するはずのキャラクターを死亡させることも可能である（ただし、ストーリーを進められなくなるなどのデメリットがある）。

### 主要キャラクター
フランク・ウエスト（Frank West） / フランシス・アルジャーノン・ウェスト（Francis Aljernon West）
声 - TJ・ロトロ、小山力也（字幕ゲーム以外）、辻井健吾（DRDR日本語音声）、ジャス・パトリック（DRDR英語音声）
本作の主人公。白人で髪と瞳は黒。戦場での取材経験もあるフリーランスのフォトジャーナリスト。36歳。
ジャーナリスト故に好奇心旺盛で、皮肉屋だが、根は正義漢である。また、当初は銃撃を受け、うろたえる場面もあったが成長した。ただし、倒したサイコパスの死に様をあまり見ないようにすることが多い。
頑健な体格を持つために腕っ節は非常に強く、レベルが上がるとラリアットなどのプロレス技を基本としたスキルを習得する。
口癖は「戦場の取材をしたことだってある！」。また、公式イラストでは木製のベースボールバットを装備している。
本作の続編となる『2』のエピローグストーリー『CASE:WEST』では2Pプレイヤー（シングルプレイ時はAI）として登場している他、パラレルワールドの『オフ・ザ・レコード』では主人公を務めている。『3』では本人は登場しないが、フランクの像がコレクションアイテムとして登場し、博物館にはウィラメッテ事件当時の自身の姿を模した等身大のパネルがカリートや『2』の主人公であるチャック・グリーンのパネルと共に展示されている。本作から16年後を描く『4』にて再び主人公に返り咲く。
『PROJECT X ZONE』では、『バイオハザード5』におけるクリス・レッドフィールドからBSAAへ入るようスカウトされている。しかし当の本人は感染しており、ゾンブレックス探しがあったため連絡先の交換だけに留まった模様（なお、クリスによれば同時多発テロ事件としてラクーンシティと同時期にウィラメッテ事件も起こった模様で、かなり強くスカウトしていたらしい）。
『タツノコvsカプコン アルティメットオールスターズ』では自身のエンディングの中で、タツノコヒーローたちのスーツをハロウィン衣装と呼んでいる。
イザベラ・キーズ（Isabela Keyes）
声 - キム・メイ・ゲスト、杏寺円花（DRDR日本語音声）
バーナビーの研究による事故で崩壊した中南米某国にあるサンタ・カベザ村出身のヒスパニック系の美女。27歳。
アウトブレイクの真犯人であるカリートの実妹である。バイクの扱いに長けており、兄に命じられて抑制剤の研究をしていたため医術や薬学にも精通している。後に彼女が作ったゾンビ化抑制剤は後に「ZOMBREX（ゾンブレックス）」と名付けられ、『2』『3』でも重要な存在となっていく。
兄の復讐を手伝う形でウィラメッテモールへとやって来ており、当初はゾンビがショッピングモールに突入する直前にENTRANCE PLAZAで出会ったフランクも信用していなかったが、元の意図以上にゾンビによる被害を拡大させようとするカリートの狂気を止めるために彼に協力するようになる。ヘリ到着直前はフランクに脱出を促してモールに残るも、ヘリが墜落して取り残された上に意識を失ったフランクを救出し、彼のゾンビ化を止める抑制剤の作成に尽力する。
その後、フランクと共に脱出を目指すも、彼がブロックを倒した後は彼女がジープの上でゾンビに囲まれている姿が映るだけで、彼女自身の生死について本作では明確にはされていなかった。だが、後の作品である『2 CASE:WEST』や『3』に登場し、薬学者として生存していることが明かされている。
兄と同じくアメリカとそこに生きる人々を憎悪の対象と見ており、無関係の人々を大勢巻き込んだ事実は認めつつも「元はと言えばアメリカが悪い」という考えは変えず、自分たちの所業を悔い改めることは最後まで無かった。後発作ではゾンビ化の治療法の研究に尽力するがそれも決して償いなどではなく、免罪や兄の名誉などの利己的な理由によるものである。
サイコパスとしてフランクと戦った際は、バイクでの突進と拳銃による銃撃を仕掛けてくる。
ブラッド・ガリソン（Brad Garrison）
声 - TJ・ストーム、斉藤次郎（DRDR日本語音声）、ウィリアム・クリストファー・ステファンズ（DRDR英語音声）
黒人男性。46歳。その正体はアメリカ合衆国国土安全保障省DHSの敏腕エージェント兼捜査官である。
厳格かつ寡黙で、任務に忠実だが、避難民を保護するために食料や毛布を調達するなどの気のいい一面も見せる。直感で動くタイプのため、素行は悪い。
ある人物を保護するためにモールへとやって来ており、ゾンビがショッピングモールへ突入した際に生存者に守衛室への避難を促していた。最初はフランクをパパラッチ呼ばわりして煙たがっていたが、共に協力するうちに信頼関係が生まれるようになる。その後、カリートと地下倉庫にて対決し、彼に重傷を負わせるが、後一歩のところで右腕を刺されてゾンビの集団の中へと放り込まれ、取り逃がしてしまう。
その後は駆けつけたフランクに自身はもう助からないことや、このことをジェシカに黙ってほしいと告げて彼に看取られながら絶命し、ゾンビと化した。
∞モードでは最も遅く登場する生存者となっている。
ジェシカ・マッカーニー（Jessica  McCarney）
声 - ローラ・ナポリ、松井暁波（DRDR日本語音声）、ザンシ・フイン（DRDR英語音声）
ブラッドと同じDHSの新人エージェントで捜査官のブラッドのパートナー。ブロンドの髪と眼鏡が特徴。25歳。通称「ジェシー」。
真面目そうに見えて実は肉食系である模様。プロポーションが良く、スーツもスタイルおよび胸の谷間が強調されている。
ブラッドの危機を救おうと向かう途中でゾンビと勘違いされてフランクに襲われそうになった際に足首を痛めたため、以後は守衛室のモニターでモール内の出来事を監視し、ブラッドやフランクのサポート役に回るようになる。終盤、DHS本部と連絡が付くも、政府が生存者を見捨てて事件を闇に葬ろうとしていることを知り、絶望。DHS本部が手を回したことで、特殊部隊より「事件について一切口外しないなら身の安全を保証する」と監視下に置かれる。
だが、実はゾンビ化しかけたバーナビーに襲われて負傷した際に寄生虫に感染しており、監視下に置かれた直後にゾンビ化。特殊部隊員を食い殺してしまう。その後、守衛室に戻ってきたフランクは、特殊部隊員の死体とジェシカの眼鏡を発見したことで彼女の死を悟った。
∞モードでは最初からゾンビ化した状態で登場する。サイコパスではないが食料を3つ落とす（ただし内訳はリンゴ、腐った肉、腐ったピザと質が悪い）。
『タツノコvsカプコン アルティメットオールスターズ』ではブラッドと共にフランクのエンディングに登場し、元の世界であるウィラメッテに戻って来たフランクの様子を見に来ている。
カリート・キーズ（Carlito Keyes）
声 - アレックス・フェルナンデス、田所陽向（DRDR日本語音声）
イザベラの兄。33歳。フランクがウィラメッテで最初に出会った人物だが、その正体はウィラメッテでゾンビアウトブレイクを発生させた張本人で、今作の黒幕であるバイオテロリストにして最大のサイコパス。
バーナビーの研究による事故で崩壊した中南米の某国にある「サンタ・ガベザ」の出身であり、パチャママと呼ばれる神を崇拝している。
フランクがヘリポートで最初に出会い、ゲーム中では三度に渡って交戦することになる（後述）。バーナビーの研究による事故で自分の村を滅ぼされたことから彼とアメリカを激しく憎んで復讐を決意。故郷と同じ地獄をアメリカに広めるべく、ウィラメッテで事件を起こした。二度目の対決の際にブラッドの銃撃で負傷したことで、イザベラの説得にも耳を貸さないほどに取り乱す。興奮のまま妹も撃ってしまったことでより冷静さを失い、地下トンネルで大爆発を起こして寄生虫をアメリカ全土にばら撒くという暴挙を目論むも、フランクに阻止され、地下倉庫にてブラッドとの対決の末に重傷を追う。
そのままラリーに捕獲されて生きたまま大型のミンチ製造機へ放り込まれかけるが、PCのパスワードを聞き出すために駆け付けたフランクによって救助される。しかし既に虫の息で、フランクに「お前のやったことは許せないが、サンタ・ガベザの件は俺が伝えてやる」と言われながらも最期までアメリカを憎み、フランクにも情報を与えることはなく、ただ妹のイザベラを想い巻き込んだことを後悔しながらロケットペンダントを彼女に渡すよう託して息を引き取った。
今回の復讐に際して妹のイザベラに医学を学ばせたり、医療ベンチャーを設立して一緒にゾンビ化を防ぐ薬を作り、完成後は会社を畳んで戦災孤児向けのNPO法人を設立するなどして用意周到に計画し、終盤にはアメリカ全土にゾンビを大量発生させるための壮大な「仕掛け」を行っていた事実が判明する。その意図通り、後発作において続発するアウトブレイクの火種を遺し、死後に至っても何千万人もの人々の運命を狂わせる形となった。
ラッセル・バーナビー（Russell Barnaby）
声 - フィル・プロクター、中博史（DRDR日本語音声）
ある意味全ての元凶である元サンタ・ガベザ畜産研究所の元所長。62歳。作中では「バーナビー博士」と呼ばれる。
作中では頑固でヒステリックな一面がみられる。
アメリカの食肉の大量消費を問題視し、アメリカ政府の命を受けて低コストで飼育できる食用牛の研究をしていたが、その過程で偶然に牛がゾンビのように化したことから目的がズレ始め、生物を「ゾンビ化」させる寄生虫の研究を進めるようになる。しかし、寄生虫が所外に逃げたためにサンタ・ガベザにゾンビが大量発生し、村が崩壊する直接の原因を作ったことでカリートの復讐の的となる。何者かにモールに呼び出されたところで災害に巻き込まれ、保護にやってきたブラッドの提案を拒絶し「脱出手段を確保するまで動かん」と言いつつENTRANCE PLAZAの本屋に立てこもっていたが後にカリートに捕われ、ゾンビの餌食となる寸前だったところをフランクとブラッドによって救助される。
最後は彼自身も寄生虫に感染していたために体調が悪化、後にジェシカに襲い掛かったところをフランクに阻まれ、過去に自分が行ったことや研究は間違ってはいないと真実を話した後に痙攣して絶命。直後にゾンビとなって活動を始めたところをブラッドに頭を撃たれて完全に死亡する。
のちの作品である『4』では重要な役割を果たす。
∞モードではジェシカと同様ゾンビ化した状態で登場。こちらもサイコパスではないが食料を3つ落とす（落とす食料はジェシカと同じく質が悪い）。
オティス・ワシントン（Otis Washington）
声 - アルバン・チェア（DRDR英語音声）、菊池通武（DRDR日本語音声）
Willamette Parkviewモールの陽気な老従業員。67歳。携帯無線機を使い、フランクにモールの情報を逐一連絡する役割を担う。
ゾンビがショッピングモールへ突入した際にフランクが逃げ遅れてゾンビに襲われた場合は彼を守衛室まで運び、直後にゾンビが進入できないように守衛室のドアを溶接した。その後はフランクにモールの地図とトランシーバーを与え、生存者やサイコパスの情報を寄越すことで支援する。しかし一方で時間になればこちらの状況はお構いなしで通信を寄越し、最後まで聞ききる前に何らかの要因で無線を切ると再度通信を寄越し「途中で切るなよ、もう一度言うぞ」と言いつつ最初から会話を始めるという迷惑な一面もある。また、ゾンビ災害の渦中で「ワクワクして眠れんわい」と言うなど、不謹慎な面がある。
真相解明ルートではセスナ機の免許を持っているということもあって自分たちを拘束していた特殊部隊の隙を突いてヘリを奪取し、守衛室の生存者と共に脱出に成功する。
Wii版でもセスナ機の免許をもっている。また、生存者の救助をミッションという形で半強制的にフランクに依頼する。クリア後はクエストを提示する役割も担っており、無理難題を押し付ける人物としての色が濃くなっている一方で、Xbox 360版のようにこちらの状況お構いなしに通信を寄越すことは無くなっている。また、実績を解除すると着ていたユニフォームがコスチュームとして登場し、クエストモードの背景にいる。『3』では葬儀場の中にある棺の横に彼の肖像画が飾られていた。
∞モードでは他の生存者と同様、敵として登場する。最初に遭遇・敵対する生存者でもある。
エド・デルーカ（Ed DeLuca）
声 - デイヴ・ウィテンベルク、間宮康弘（DRDR日本語音声）
オープニングとエンディングのみ登場する観光ヘリコプターのしがないパイロット。33歳。よく笑ったり、フランクを「フレッド」と呼んだりするなど陽気な性格。
フランクの依頼で彼をウィラメッテの街まで空輸すると72時間後に迎えに行くことを約束し、フランクをモールヘリポートへ降ろして軍のヘリから逃走した。その後、真相解明ルートやWii版ではフランクを迎えに行く際にヘリに潜んでいたゾンビの餌食になってヘリは墜落したものの、その衝撃で出来た出口まで続いている穴をフランクが見つけることで彼とイザベラと共に脱出する手段を見つけ出すきっかけとなった。
∞モードでは登場しない。
リンゼイ・ハリス（Lindsay Harris）
声 - スーザン・サイロ、定岡小百合（DRDR日本語音声）
70歳の貴婦人。居なくなった愛犬のプードル「マドンナ」をENTRANCE PLAZAで探していた。
マドンナを溺愛している故に居なくなったことで正気を失っており、モール入口に押し寄せたゾンビの大群の中にマドンナを発見したことで助けるためにライアンの制止も振り切って身勝手な行動を起こして築いたバリケードを破壊し、それが原因でモール内にゾンビを大量に侵入させてしまい、その際に真っ先にゾンビの餌食となった、一番最初の犠牲者。
ブロック・メイソン（Brock Mason）
声 - グレッグ・バーガー、さかき孝輔（DRDR日本語音声）
本作の本編クリア後の「OVER TIME MODE」におけるラストボス。顔にいくつもの傷跡のある歴戦の軍人で軍曹かつ特殊部隊の司令官。また、マーシャルアーツの達人。キーズ兄妹の故郷であるサンタ・ガベザにて住人ごとゾンビを掃討した際の指揮官でもある。
任務に忠実なドライな性格で、残忍かつ好戦的な一面も持ちフランクとイザベラをゾンビよりしぶとい存在だと罵倒しつつも彼らとの対決を楽しむ様子すら見せている。
アメリカ政府によってモールへ送り込まれ、終盤でフランクとイザベラを自動操縦システム搭載の戦車で追いかける。一時はフランクたちを追い詰めるも、自ら追跡を止める。直後にフランクと会話を行うが、サンタ・ガベザを滅ぼしたことを悪びれもせずに話したり、政府の過ちを「人間は永遠に間違い続けることしかできないのだ」となど正当化する発言をしたことからフランクの怒りを買い、殴りつけられ、互いに素手で決闘することになる。
敗北すると、倒れた際に戦車上から転落して不気味な笑みを浮かべながら無残にもゾンビの餌食となった。
戦闘時は格闘攻撃や拘束技を用いて攻撃し、頻繁にガードを行いこちらの攻撃を防御してしまう。また、ブロックとの戦闘では所持アイテムがすべて消失するため武器が一切使えず、回復も行えない。ただし武器が低威力の素手攻撃のみということもあってか、耐久力は他のサイコパスより低めになっている。Wii版ではコマンド入力式の戦闘になっている。
∞モードでもヘリポートに登場する。

### その他の生存者
各地のスクープキューで登場する要救助者。要救助者を発見して同行させると「JOIN BONUS」としてPPを獲得でき、無事に守衛室まで送り届けると「ESCORT COMPLETE BONUS」として同行時の2倍のPPが手に入る。
生存者ごとに行動パターン（性格）は異なり、積極的に攻撃したりゾンビに怯えない勇敢な生存者もいれば、逆にほとんど攻撃せずゾンビに怯えて立ちすくむ臆病な生存者もいる。生存者によっては武器を渡せない代わりに手をつなぐ、おぶる、肩を貸すといった補助行動を行うことも可能。なお、生存者がゾンビに殺された場合、その生存者がゾンビ化するムービーが入る。また、救出できる生存者は8人までしか登場しないという制限があり、救出できる生存者を放置していると本来発生するはずの生存者発見サイドケースが発生しなくなる。
生存者にも当たり判定は存在するため、近くで戦闘する場合は誤って一緒に攻撃してしまわないよう注意が必要。最悪の場合、生存者を自らの手で殺害してしまう場合もある（殺害自体でゲームオーバーにはならない）。
なお、「サイドケースの時間切れ」「生存者の死亡」「生存者のエスコート完了」が生存者カウントから外れる条件となる他、8人以上を同時にエスコートする、8人以上の女性を同時にエスコートすることで解除できる実績も用意されている。
Wii版では各スクープキューは「ミッション」として必ず受けなければならない。救出対象が全滅するとゲームオーバーで、複数人の場合は1人でも生還させればクリアとなるが、犠牲者を出すとランクが下がる。
ジェフ・マイヤー（Jeff Meyer）、ナタリー・マイヤー（Natalie Meyer）
モールの屋上にいる老夫婦で、ストーリー上で最初に救出することになる生存者。ジェフは55歳で、ナタリーは53歳。
ジェフははぐれたナタリーを探しており、ナタリーの元まで連れて行けば二人とも同行する。また、2人の再会シーンは写真撮影のチャンスとなる。
フランクがモール内に侵入しない限り屋上にゾンビは入ってこないため、基本的に救出を失敗することはない、救出のチュートリアルともいえる存在である。
ビル・ブレントン（Bill Brenton）
In The Closetの奥にいた服屋の店員。39歳。
仕事中に荷物が崩れてきたせいで身動きが取れず、そのままの状態で2日間閉じ込められていたため、アウトブレイクが起きていることに気付いていない。
フランクに崩れてきた段ボール箱を片付けてもらって脱出し、自宅に帰ろうとするが、モール内を徘徊するゾンビの姿を見てアウトブレイクが起きていることを初めて知り、フランクに同行する。
バート・トンプソン（Burt Thompson）、アーロン・スウープ（Aaron Swoop）
Weber's Germentsにバリケードを築いて立てこもっていた友人二人。共に20歳の男性で、バートは勇敢、アーロンは臆病な性格。
侵入してきたフランクに対し、興奮して木製バットを片手に襲い掛かるが、フランクに殴られたことで大人しくなって説得に応じる。この際、バートはフランクに「助けに来た」と言われると、「そういうことは先に言えってんだ!」と返した。その後、アーロンもバートと一緒に同行する。
リア・ステイン（Leah Stein）
Riverfield Jewelyにいた29歳の母親。片足を怪我しているため、おぶる必要がある。
息子のグレースがゾンビに食われたせいで発狂していたが、フランクに説得されて同行する。救出後はグレースの分まで生きると誓った。
ソフィー・リチャーズ（Sophie Richards）
Leisure Parkで囚人たちに追われていた25歳の女性。シドの彼女。
囚人から逃げる途中でシドが撲殺され、ソフィーはシドを失ったショックで泣き喚いており、囚人たちに狙われていたが、フランクによって助けられてそのまま同行する。
グレッグ・シンプソン（Greg Simpson）
ショッピングモールの従業員兼警備員で、オティスの友人。38歳。
アダムによってスペースコースターに閉じ込められ、延々と乗せられていたが、後にアダムを倒したフランクに救助されて彼にモール内の秘密の通路を教える。その後はオティスの隣にいて、後にオティスと共に脱出した。
∞モードでもオティスと同様、敵として登場する。
Wii版ではフランクに銃砲店への近道を教える。
ユウ・タナカ（Yuu Tanaka）、シンジ・キタノ（Shinji Kitano）
Sir Book-a-lotにいた日本人観光客たち。ユウが32歳の男性、シンジが34歳の男性。
海外にいる身でありながら日本語しか話せず、コミュニケーションが取れずにいる。彼らと会話するには日本語の本を所持している必要がある。ウィラメッテのことを「チンケな街」と呼んでいる。なお、2人ともフランクが日本語を理解できないのをいいことに、日本語でフランクに対してかなり失礼なことを言っている。
デイビッド・ベイリー（David Bailey）
North Plazaの空き店舗にいた44歳のケガをした男性。足を怪我しているため、おぶる必要がある。
食料を求めてスーパーを訪れたがスティーヴンに襲われて足を負傷し、ほとんど歩けなくなっていた。
ロス・フォーク（Ross Folk）、トーニャ・ウォーターズ（Tonya Waters）
Run Like the Windにいた二人のカップル。ロスは27歳の男性、トーニャは25歳の女性。
ロスはジョーからトーニャを守るために重傷を負って動けなくなっており、しばらく会話を続ければ救助できる。
ただし、上記の会話中にRossの「ケジメをつけたいから拳銃をくれ」という要望通りに拳銃を渡すとロスがその拳銃で自殺してしまい、残ったトーニャも救助不可能になってしまう。
オリジナル版とリマスター版でのTonyaのルビは「トンヤ」だった。
ジョッシュ・マニング（Josh Mannin）、バーバラ・パターソン（Barbara Patterson）、リッチ・アトキンス（Rich Atkins）
North Plazaの空き店舗に閉じ込められていた捕虜たち。ジョッシュが25歳の男性、バーバラが40歳の女性、リッチが36歳の男性。
クリフに捕虜として囚われているため、クリフを倒してその際に入手できる鍵を使うことで救出できるようになる。
ジョッシュは救出後にクリフのことを「元々は優しいおジイちゃんだったんだろうね」と言っている。
ヘザー・トンプキンズ（Heather Tompkins）、パメラ・トンプキンズ（Pamela Tompkins）
Child's Playにいた双子の姉妹。ヘザーが18歳の姉で、パメラが18歳の妹である。
パメラは店先で大量のゾンビに囲まれていて、ヘザーはパメラを助けられなかったことを正当化しながら店内でパニックを起こしている。パメラはフランクが彼女の周囲のゾンビを倒した後に話しかけられると礼を言いつつ同行し、ヘザーはフランクから一喝されつつセーフハウスの存在を聞かされると「じゃあ早く案内してよ!」と言ってそのまま同行する。先にヘザーを助けてからパメラの所に行くと、姉を呼びつつ付いてくる。
救出後、パメラはフランクのことを「あなた なかなかステキよ」と評価した。
ゴードン・スタルワース（Gordon Stalworth）
McHandy's Hardwareの奥でうずくまっている29歳のホームセンターの店長。非常に臆病な性格。
ゾンビに怯えており、フランクの話を一切聞こうとしないために説得を進展させるためには何かしらの攻撃を加える必要がある。攻撃されたあとも怯え続けていたが、フランクに半ば脅される形で同行させられる。
ロナルド・シャイナー（Ronald Shiner）
Jill's Sandwichesの入口にバリケードを築いてひたすら店の物を食べている。
食べることしか頭になく、食べる量が少ないと文句を言ったり、食料を与えると「食い物サイコー!」と喜びを露わにしていた。エスコートする際に「腹が減った」と呟いており、フランクから食べ物を貰って食べ終わると満足して同行する。また、Wii版では移動中に勝手に食い物屋に立ち寄って「こんがり肉が食べたい」や「食うまでは動かない」と言い出し、焼いた肉を貰って食べると満足して再び同行し始める。
なお、救助後は一定条件を満たしていると追加のサイドストーリーが発生し、守衛室の食事が少ないことに腹を立て、再び食べ物を要求する。これを放置すると自分と同じ部屋にいる生存者を連れて食料を探しに行ってしまい、戻ってこなくなる。
ジェニファー・ゴーマン（Jennifer Gorman）
生贄にされそうになって木箱に押し込められているいる女性。27歳。
Paradise Plazaの劇場の前でショーンが率いるカルト教団の勧誘に引っかかってカルト信者に囚われて生贄にされそうになっている。周囲のカルティストを倒すことで救助可能になる。
ケイ・ネルソン（Kay Nelson）、リリィ・ディーコン（Lilly Deacon）、ケリー・カーペンター（Kelly Carpenter）、ジャネット・スター（Janet Star）
Lovely Fashion Houseでジョーに捕えられていた人質の女性たち。ケイが24歳、リリィが24歳、ケリーが19歳、ジャネットが26歳。
ジョーを倒せば4人まとめて救助可能になる。ジャネットは「私たちの前に何人も犠牲になった」と語っている。
ケイは救出前にはジョーに対して恐怖を露にしていたが、救出直後にはジョーに向かって「調子に乗ってんじゃネェ!この○○女が!」（DRDR版では「よくもこんな目に合わせやがって……このクソ女が!」）と罵倒する。救出後はジョーをサディストと言ったが「今思い出してもトリハダが立つわ！」と、彼女に対する恐怖心はまだあった。
サリー・ミルズ（Sally Mills）、ニック・エヴァンス（Nick Evans）
Wonderland Plazaにあるウサギのバルーンにぶら下がっているラットマンおたくの二人。サリーが24歳、ニックが30歳。
ゾンビに襲われ、逃げようとして巨大なウサギのバルーンの両手にぶら下がっていた。物を投げつけて落とすことで救助可能となり、同行する。
ウェイン・ブラックウェル（Wayne Blackwell）
Estelle's Fine-lady Cosmeticsの奥に隠れている34歳のターゲットの男性。
ホール一家に狙われており、彼らを全員倒すまで同行してくれない（DRDR版ではトーマス以外の2人を倒せばホール一家撃破扱いになるため、3人全員を倒していなくても同行する）。フランクのことを「タフガイ」と呼ぶ。
ジョリー・ウー（Jolie Wu）、レイチェル・デッカー（Rachel Decker）
Entrance Plazaにいた友人女性二人。ジョリーが28歳の中国人で、レイチェルが27歳。
ジョリーはGramma's Kidsに隠れているが、友人のレイチェルをLadies'Spaceに置いてきたことを後悔しており、ジョリーを連れてレイチェルのところまで行けば二人とも同行する（ただし、フランクがジョリーより先にレイチェルに話しかけるとパニックを起こしてしまう）。
フロイド・サンダース（Floyd Sanders）
Ned's Knicknackeryにいる古美術品・骨董品の愛好家であるお爺さん。69歳。
人生に達観しており、生きる努力をするよりも美しい骨董品に囲まれて死にたいと思っているためになかなか説得に応じないが、「そうやって諦めて本当に悔いは無いのか?」「生きていればもっとすごい美術品に出会えるさ」としばらく説得すれば考えを改めて同行するようになる。
また、救助すると追加のサイドケースが発生し、他の生存者たちの緊張をほぐすためにワインを持ってきてほしいと頼む。
キンデル・ジョンソン（Kindell Johnson）
North Plazaでショットガンを手に戦っていたタキシード姿の38歳の黒人ビジネスマンの男性。
フランクに説得されて渋々ながら同行する。救出後は一定条件を満たしているとサイドケースが発生し、先走って脱出計画を企てて同じ部屋にいる生存者を扇動し脱出を試みるという勝手な行動に出る。フランクが時間までに間に合えば説得に成功し、計画を中止させることができる（なお、間に合わなかった場合は、同じ部屋の生存者と共に離脱してしまい、帰ってこなくなる）。
レイ・マシスン（Ray Mathison）、ネイサン・クラブ（Nathan Crabbe）、ミッシェル・フェルツ（Michelle Feltz）、ベス・シュレイク（Beth Shrake）、シェリル・ジョーンズ（Cheryl Jones）
カルト教団の本拠地である映画館に捕えられていた生贄たち。レイが31歳、ネイサンが37歳、ミッシェルが27歳、ベスが41歳、シェリルが25歳。
シェリル以外の4人は映画館の座席に縛り付けられているが、シェリルだけは一人別室に閉じ込められている。ショーンを倒すことで5人まとめて救助可能になる。ネイサンはこのアウトブレイクをもとに映画にしようと考えていた。
なお、シェリルを救助すると追加のサイドケースが発生し、「自分の生きた証を残したい」という彼女の頼みで自身のセクシーな写真をひたすら撮ることになる（ジャンル「EROTICA」が削除されたDRDR版でもサイドケースは発生する）。DRDR版ではシェリルの服のデザインがオリジナル版およびリマスター版と少し変わっている。
ギル・ヒメネス（Gill Jimenez）
39歳の酔っ払い。現在の状況に絶望し、自棄になってFood CourtのChris' Fine Foodsで酒盛りをしていた。
泥酔してゾンビを挑発するほど強気になっているためかフランクの説得にも耳を貸さないが、フランクが立ち去ろうとすると急に気が変わってフランクを信用し、そのまま同行する。救助された後は酔いが覚めていた。
ブレット・スタイルズ（Brett Styles）、ジョナサン・ピカードセン（Jonathan Picardsen）、アリッサ・ローレント（Alyssa Laurent）
Huntin' Shankに立てこもっている武装集団3人。ブレットはマシンガンを持った28歳の男性、ジョナサンはショットガンを持った25歳の男性、アリッサはハンドガンを持った25歳の女性。
それぞれ銃で武装して店に侵入してきた者を見境なく撃ち倒しており、フランクが入ってきた際も発砲してくるが、人間であることに気付いて近付く。既に守衛室への入口が封鎖されていることを知っており、ジョナサンにダクトの写真を見せ、守衛室への脱出ルートがあることを証明できれば同行するようになる。
ミンディ・ベイカー（Mindy Baker）、デッビ・ウィレット（Debbie Willett）
Casual Galsでポールに脅されていた服屋の店員2人。ミンディが28歳、デッビが50歳。
ポールを倒すことで救出可能になる（撃破後生存者扱いとなったポールの生死は問わない）。
リロイ・マッケナ（Leroy McKenna）
Estelle's Fine-lady Cosmeticsの店内をふらふら歩きまわっている46歳の男性。首をケガしている。
怪我の影響か具合が悪そうにしているが、本人は大丈夫だと言い張るためにしつこく説得しなければ同行してくれない。なお、首の傷の正体は不明だが終始様子がおかしい他、セーフハウスでもゾンビのような動きを見せることがあり、感染者である可能性もある（劇中ではこれについての真実は明らかにならず、これによる追加イベントも特に発生しない）。
スーザン・ウォルシュ（Susan Walsh）
76歳の女性。フランクを「坊や」と呼んでいる。老婆にもかかわらず移動速度がやけに速い。
Wonderland Plazaのゾンビが密集した中心にあるサッカーボールのオブジェの上で孤立している。
シモーネ・レイヴンダーク（Simone Ravendark）
Playersの奥に隠れている18歳の感染した女性。家族と恋人をゾンビに奪われている。
ゾンビに噛まれたことで絶望しており、根気良く説得する必要があるが、ある程度メインケースを進めていないと説得することができない。また、救助すると後に追加のケースが発生し、いざという時のために拳銃を持ってきてほしいと頼む。イザベラに診てもらった結果は「いつゾンビ化するかは分からない」とのこと。なお、彼女がゾンビ化を免れたかどうかは定かではない。ストーリー進行の都合上、バーナビーと彼女を両方生還させることは不可能となっている。
タッド・ホーソーン（Tad Hawthorne）
Paradise PlazaでKentに「人間がゾンビになる瞬間」を撮影するために捕えられていた31歳の人質の男性。
ケントとの2回目の勝負で登場し、1回目の勝負で負けた場合は登場しない。2回目の勝負の時間に遅れると本人は既に殺されて救助不可能（ケントによるゾンビ化の瞬間の写真が提示されるのみ）になるが、間に合った場合はまだ生存しており、ケントを倒すことで救助可能になる。救出するとケントに対して罵声を浴びせる。無事に連れ帰るとフランクに「あんたはあのカメラマンみたいに道を踏み外さないでくれよ」と言い聞かせる。

### 救出不可能な生存者
以下の生存者はムービーなどで必ず死亡するか殺されるかして救出することはできない。ゾンビに対抗する能力はほぼ持たず、同行もしないし会話することは不可能（近くに行って会話を聞くことはできるが、会話は音声でしか聞こえない）。ただし、∞モードの敵対者としては登場する。
ライアン・ラローサ（Ryan LaRosa）
ENTRANCE PLAZAでバリケードを築いていた54歳のモールの男性店員。モールの入口にバリケードを築いてゾンビの侵入を防いでいた。
フランクに最初にまともに話しかけた人物であり、フランクにゾンビの存在を教える。後に愛犬マドンナを助けるためにバリケードを破壊しようとしたリンゼイを止めようとするも阻止できず、直後にモール内に押し寄せたゾンビに襲われて死亡する。
クリス・ハイネス（Chris Hines）、フレディ・メイ（Freddie May）
ENTRANCE PLAZAでライアンと共にバリケード前にいた生存者。クリスは31歳の男性で、フレディがモールの制服を着た40歳の男性。
リンゼイがバリケードを破壊した際、フレディはゾンビの餌食となった（デモシーン内に襲撃される様子が含まれている）。
フレディは∞モードでは登場しない。
ブライアン・レイノルズ（Brian Reynolds）、トッド・メンデル（Todd Mendell）
モール入口で会話をしていた友人二人。赤い服を着てショットガンを持ったブライアンは27歳で、パイプを持って青い服を着たトッドは28歳。
リンゼイがバリケードを破壊した際にゾンビの餌食となる。
ダナ・シムズ（Dana Simms）、バーレン・ウィルス（Varlene Willis）
Entranceにいた友人の女性2人。ダナが30歳でバーレンが24歳。ダナが泣いていたところをバーレンが慰めていた。
リンゼイがバリケードを破壊した際にゾンビの餌食となる。
マーク・ケメダ（Mark Quemada）
モール入口でバットを持ってうろついていた25歳の生存者の男性。
リンゼイがバリケードを破壊した際にゾンビの餌食となる。
∞モードでは登場しない。
アラン・ピーターソン（Alan Peterson）キャシー・ピーターソン（Kathy Peterson）
モール入口で言い争いをしていた夫婦。アランが56歳でキャシーが52歳。アランは妻のキャシーに対し「お前と一緒に買い物に行く度に血圧が上がる」と言っていた。キャシーは足を怪我しており、包帯で片目を含む顔を覆っている。
アランは角材でゾンビと戦っていた。リンゼイがバリケードを破壊した際にゾンビの餌食となる。
ジェームズ・ラムジー（James Ramsey）
Huntin' Shackに来ていた36歳の生存者の男性。
身を守るための銃を手に入れるためにクレタスを説得していたが、フランクに待てと言われてもクレタスに近づいたために射殺されてしまう。その後はゾンビ化し、フランクとの戦いに敗れて店から逃げ出してきたクレタスを襲って食い殺した。
Wii版では彼と一緒にクレタスを食い殺そうとした他のゾンビ共々フランクに退治される。
∞モードでは登場しない。
シド（Sid）
Leisure Parkでソフィーと共に囚人たちに追われていた男性。ソフィーの恋人。
囚人から逃げる途中にミゲルによって木製バットで撲殺されてしまう。
∞モードでは登場しない。

## 登場する敵
ゾンビ（Zombies）
寄生虫に感染し、ゾンビ化したウィラメッテの人々。夜（19:00から7:00）は体力・攻撃力・攻撃頻度が上昇し、耐久力が低下する。
数は無限。倒してもマップが切り替わる、あるいは一定距離を離れるたびに沸いて出ており、モールに集まってくるのは生前の習慣らしいとのことである。地下駐車場などの場所では1000体以上のゾンビであふれている。
行動パターンは多彩で、ひたすら肉片を食らっているゾンビや生前の記憶に基づいてショッピングカートを意味もなく押している個体などもいる他、ヘルメットをかぶっている現場作業員のゾンビもおり、このタイプは銃撃で頭部を撃っても効果がない（スナイパーライフルや12.7mm車載機銃ですら無効化する）。一部のゾンビはナイフやハンドガンを持ったまま歩いており、倒すと回収が可能。主に噛み付いてきたり、爪で攻撃を仕掛けてくる他、複数回連続で噛み付かれた場合やレバガチャで振りほどくのに手間取った場合は正確にアクションボタンを入力しなければ押し倒されて（押し倒されている場合はさらに噛み付かれて）大ダメージを受けてしまう。
『ゾンビのいけにえ』では掴み掛かられてもリモコンを振ってすぐに振りほどけば噛み付かれず、ダメージも受けずに済む。また、Wii版にボスとして登場しないサイコパスはゾンビとして登場し、通常のゾンビよりも攻撃力、耐久力の高い強敵である上に何体も存在する。
ゾンビプードル（Zombie Poodles）
『ゾンビのいけにえ』に登場する。ある意味ゾンビがショッピングモールに溢れる元凶となったプードルの「マドンナ」、および同タイプの犬のゾンビ。
ゾンビよりも格段に素早く、飛び掛って攻撃してくる。また、サッカーボールを転がすと、そちらに注意が逸れることがある。
ゾンビインコ（Zombie Parakeets）
『ゾンビのいけにえ』に登場するゾンビとなったインコ。
近くに存在すると羽音が聞こえ、突く攻撃以外に手榴弾を落とすタイプも存在する。また、小さい上に飛び回って狙いがつけ辛いが耐久力は低く、銃弾一発で倒せる。
カルティスト（Cultists）
後述するサイコパスの一人ショーンに洗脳され、黄色いレインコートに緑色のマスクを被ったカルト狂信者たち。
彼らはショーンに洗脳されているだけで、ただの人間であるのだがゾンビに襲われない（つまりゾンビが反応しない）。二日目の13時から三日目の10時まで出現し、普段は集団で祈りを奉げているが、近づくと襲い掛かってくる。
基本的にはナイフで襲いかかってくるが、体力が減るとダイナマイトを持って特攻を行う。また、白い粉を投げつける者もおり、これに触れるとしばらく行動不能になり、そこを拘束されると装備品と衣服を全て奪われ、彼らがアジトにしている倉庫に監禁されてしまう。
スペシャルフォース（Special Forces）
CASEを最後まで進めると終盤で登場する。アメリカ政府が送り込んだ特殊部隊の隊員たちで、後述するサイコパスの一人ブロックの部下たちである。
ヘルメットや防弾ベストを着用し、M4カービン（M203 グレネードランチャー付だが、使用しない）を装備している。上述のカルティストと違って普通にゾンビに襲われる（つまりゾンビが反応する）。
銃弾・打撃武器に対する耐久力が高いが、ナイフや日本刀といった刃物に対しては弱く使うと比較的早く倒せる他、投げ技なら一撃で始末できる。ヘルメットを被っているのでヘッドショットを無効化し、ほとんどの場合は複数人で行動しているため横槍を入れられやすい。
特殊部隊の出現後に体力値が尽きた場合はゲームオーバーにはならず装備品と衣服を全て奪われ、拘束される。この場合は隊員が後ろを向いた隙に暴れてゲージを溜め逃げ出すミニゲームが発生、ゲージを溜めれば脱走できるが、見つかると隊員にリンチされて気絶し、3時間のタイムロスになってしまう。また、拘束されたのが2回目だと手錠が二つ、3回目以降は三つに増える。
ミリタリーヘリコプター（Military Helicopters）
特殊部隊員と同時に中庭に出現するようになる特殊部隊の武装ヘリUH‐60ブラックホーク。機銃とミサイルで武装している。
移動しながらの機銃掃射が主な攻撃手段だが、たまに遠距離で静止して非常に威力の高いミサイルを連射してくることもある。
パイロット（Pilot）
ヘリコプターのパイロット。操縦士と副操縦士の二人が運転席に座っており、座席の後ろにはガンナーがいる。
スカウトボット（Scout Bott）
OVERTIME MODE以降に出現する特殊部隊の兵器。こちらを発見すると警報を鳴らして特殊部隊員を呼び寄せる。

### サイコパス
本作におけるサイコパスは本来の意味とは異なり、発狂した人間のほか、混乱に乗じて悪事を働く人間、主人公を敵と見なして攻撃して来る人間を指す。
ボスとして要所要所に登場し、ゾンビよりもはるかに手強い。また、従来のゾンビ系ゲームとは違って本作にはボスとしてのゾンビや異形のクリーチャーなどは存在しない。
その理由は「最も恐ろしいのはモンスターではなく人間自身」というテーマ性が入っているためである。なお、上司には受けが少し悪かったとのこと。

### Scoopに登場するサイコパス
サイドミッションであるスクープに登場するサイコパスたち。ストーリーを進めるだけなら戦う必要はない。

ケント・スワンソン（Kent Swanson）
声 - マーティ・ベラスキー、虎島貴明（DRDR日本語音声）
PARADISE PLAZAでフランクに写真の出来で勝負を挑んでくるカメラマン。24歳。
フランクを「フランキー」と呼ぶなどの比較的明るくひょうきんな性格だが、粘着質な自信を持っている故に自分の腕を鼻にかけており、フランクを頭から馬鹿にしている。
ストーリー上、最初に出会うサイコパスで一度目は写真撮影のチュートリアルとしてカメラ撮影によるPPの取得方法や被写体のタイプなどをフランクに教える。それが終わると、フランクに写真撮影勝負を持ちかけ、翌日の昼に会う約束をして別れることになる（どのようなジャンルの写真かは明かさない）。
二度目は約束通りにPARADISE PLAZAを訪れると、ジャンル「EROTICA」の写真を提示することを求められ、オーダーをこなせなかった場合はフランクを笑い飛ばしてどこかへと去って行き、その後は登場しない。一方、フランクが500PP以上の「EROTICA」の写真を用意できた場合は、敗北を受け入れられずに翌日の昼に再度会う約束をして、その場を後にする。
DRDR版では「EROTICA」が削除されたため「OUTTAKE」に変更されている。
三度目では指定された時間にPARADISE PLAZAにいるかどうかで二つのイベントが存在し、5分以内にPARADISE PLAZAにたどり着いた場合はフランクに勝とうとするあまりにTadを縛り上げてどこからか調達したゾンビ化寄生虫をTadに向けて放り投げ、Tadがゾンビになる瞬間をスクープしようとするもそれをフランクに阻止されると本格的に敵意を示し出して襲い掛かる。また、時間に5分以上遅れた場合は既に生存者Tadを殺害しており、その瞬間の写真をフランクに見せると同時にフランクの身ぐるみを剥がして首輪をかけた状態で写真撮影を行い、その後に戦闘開始となる。
サイコパスの中では耐久力が低いがその分動きが俊敏で、素早く高威力の飛び蹴り攻撃を主に使うが、距離が離れると拳銃も使う。また、発生時刻に遅刻した場合は所持アイテムを全て奪われた上に移動範囲も制限されるため、さらに厳しい戦いになる。
フランクとの戦いに敗れると「最期はカッコよく撮ってくれ…」と自分のカメラをフランクに差し出すも断られ（カメラを投げ捨てられる）、絶望しながら死亡する。
『ゾンビのいけにえ』ではとび蹴りを繰り出す特殊な小ボスゾンビとして登場。倒すと必ず火炎瓶を落とす。

プリズナー（Prisoners）
ショッピングモールの中庭に出現する白人のサム（Sam）、ラテン系のミゲル（Miguel）、アフリカ系黒人のレジナルド（Reginald）の3人の男の囚人たち。服装はもちろん囚人服。
パニックに乗じて軍用ハマーを奪って脱獄したとのことだが、どこから脱獄してきたのかは不明である。ジープ（軍用ハマー）を乗り回してサムが運転席で運転に専念し、助手席のミゲルはバット、後部座席のレジナルドはM2マシンガンで武装してゾンビおよび人間狩りをして楽しんでいる。
倒しても日付が変わると別の3人組が現れる（外見は上記3人と変わらない）。フランクに敗北してもカルティスト、スペシャルフォース、ホール一家と同じく特にカットシーンは無い。戦闘後はハマーを乗り回すことが可能になり、後部座席のM2マシンガンも取り外して武器として使用できる。
後述のカルティストやスペシャルフォースと同様に体力バーが表示されないため、戦闘中どれほどダメージを与えたかが分かりづらいが、ヒットポイントはそれほど多くなく、カルティストと同程度。また、一人でも生き残っている状態で別のエリアに移動すると再度中庭エリアに戻ってきた時に3人とも復活してしまうので囚人の3人組との戦いを終わらせるには一度の戦闘で3人全員を殺害する必要がある。
また、サムを倒してもミゲルがまだ生きている場合はミゲルが運転席に移って運転を引き継ぐため、車両を停止させたい場合はサムとミゲルの二人を始末しなければならない。しかしそれ以上にレジナルドが操るM2マシンガンの方が厄介なので（一度視認されるとどれだけ離れていてもかなり正確に狙撃してくる）レジナルドを最初に始末する方が安全である。
なお、カメラで撮影しても表示される名前は3人ともプリズナーであり、体力バーと名前も表示されずノートブックにも記載がないため、名前が判明するのはエンドクレジットである。
『ゾンビのいけにえ』での戦闘はコマンド入力式のイベントとなっており、表示されたコマンドを正確に入力することでダメージを与えることができるが、失敗すると逆にダメージを受けたり、あるいは即死する。また、Xbox 360版と違い、一度倒せば復活しない。
サム・フランクリン（Sam Franklin）
声 - デイブ・ヴィッテンベルク、南須原亮（DRDR日本語音声）
囚人服の3人組の一人で白人。運転席に乗って運転に専念している。
レジナルド・ジェンキンス（Reginald Jenkins）
声 - ジェームズ・マーティス、名村幸太郎（DRDR日本語音声）
囚人服の3人組の一人でアフリカ系黒人。後部座席に乗り、M2マシンガンで武装している。
ミゲル・サンチェス（Miguel Sanchez）
声 - デビッド・ベロン、武田太一（DRDR日本語音声）
囚人服の3人組の一人でラテン系。助手席に乗り、バットで武装している。サムが倒されると運転に回る。

アダム・ザ・クラウン / アダム・マッキンタイア（Adam the Clown / Adam MacIntyre）
声 - ジョン・カッサー、武藤正史（DRDR日本語音声）
WONDERLAND PLAZAのアミューズメントパークで働くピエロの男性。35歳。武器はスモールチェーンソー。
チェーンソーをジャグリングし、甲高い大声で笑うピエロと化しているが、元は自分の芸で子供たちを喜ばせるのが大好きな人物だった。
目の前で子供たちがゾンビに食い殺されたのを目の当たりにし、さらに自分の手でゾンビ化した子供たちを殺害したことが原因で発狂した。血のついた人形が人間の子どもに見えており、ゾンビに追われないようにするためにスペースコースターに乗せて延々と動かし続けている。フランクが暴走しているスペースコースターを止めようとする時に登場し、それを阻止するために襲い掛かる。
トリッキーで人間離れした身体能力に加え、小型チェーンソー二刀流攻撃、ナイフ投げ、火噴き攻撃、白い粉が含まれたスタン効果のある風船を投げつけてくる（風船はアダム本人にもスタン効果がある）。また、銃器や打撃武器をチェーンソーで防いでしまう（ただし、多少は体力を削れる）。
最後は倒れた際に誤って自分の持っていたチェーンソー2つを真下に落としたためにチェーンソーの上に倒れてしまい、腹部がミンチ状態になり大量出血しながら高らかに笑い続け死亡した（この際、フランクは口を押さえ、顔を背けている）。
使用しているチェーンソーは撃破後に入手可能（マップをリロードするたびにリスポーンする）。このチェーンソーは収納が可能なうえに攻撃モーションも隙が無く、耐久力も攻撃力も高い（その上、強化できる本を最大まで使用すれば27倍にまで耐久力を挙げられる）、非常に強力な武器である。
『ゾンビのいけにえ』では戦闘BGMがケントのものと差し替えられている。
続編である『オフ・ザ・レコード』では弟であるエヴァンが登場し、フランクを兄の仇として恨んで襲い掛かる。
『デッドライジング4』で彼をモチーフにしたコスチュームがある。

クレタス・サムソン（Cletus Samson）
声 - ビル・ファーマー、後藤光祐（DRDR日本語音声）
NORTH PLAZAにあるガンショップ「Huntin'Shack」のオーナーの男性。頭頂部が薄い長髪で、ひげを蓄えている。46歳。
「人間のほうが信用できない」と語る通りゾンビの襲撃によって何も信じられなくなっており、生き残るために店の銃器や弾薬を誰にも渡すまいとしている。店に入ろうとすると多少は警告をするものの、警告を聞かずに店に入った人間は容赦なく射殺する。そのため、銃を手に入れるために店にやって来た生存者のジェームズを殺害し、そのままフランクに襲い掛かる。
武器は吹き飛ばし効果のあるショットガンでカウンターの奥でショットガンを乱射し、接近戦ではプロレス技を繰り出しフランクがカウンターの奥へ入ったりカウンター越しに近接攻撃を仕掛けようとするとリフトアップで軽々と持ち上げて投げ飛ばしてしまう。また、フランクが店から離れるか倒れるとワインを飲んで体力を回復することがあり、その瞬間がシャッターチャンスにもなる。ショットガンは一定回数発射するとリロードの動作が入り、攻撃のチャンスとなる。攻略には店内のラックを弾除けに用いたり、リーチの長い打撃武器が必要になるなどコツが必要で、序盤に戦うサイコパスとしては強敵である。
最後は「お前は銃のために人を殺すのか!? 助けて!」と叫びながら店外へ逃走するが、自身が殺したことでゾンビ化したジェームズに襲われ食い殺されるという自業自得な結末をたどる。
なお、クレタスだけ無線が入らないというノーヒント状態になっている。
『ゾンビのいけにえ』ではオリジナル版のポールと同様に戦闘後にゾンビから救助することができ、救助すると正気を取り戻し『バイオハザード4』に登場する武器商人の如く武器を売るようになる。

クリフ・ハドソン（Cliff Hudson）
声 - スティーヴン・ブルーム、楠見尚己（DRDR日本語音声）
ベトナム戦争から帰還し戦争後遺症に悩まされている58歳の退役軍人の男性。年齢に見合わない屈強な肉体を持ち、フランクよりも一回り巨体である。
普段は物静かな性格だったが、孫娘がゾンビに食い殺されたのを目の当たりにして発狂し、精神がベトナム戦争当時の状態に戻ってしまい、NORTH PLAZAのホームセンター「Crislip's Home Saloon」で何体ものゾンビを吊るすと共に人間を捕虜と称して人質に取って立て篭もるようになる。その後、やって来たフランクをベトコン（ベトナム兵）と勘違いして襲い掛かる。なお、DRDR版では「ベトコン」が「ゲリラ」に変更されている。
武器は血まみれのマチェーテとダイナマイトと煙筒で俊敏な動きで切りかかったり、地下通路を利用して奇襲を仕掛けてきたり、高所からダイナマイトを投擲したりとベトナム兵を髣髴とさせる恐ろしいゲリラ戦法を取る。これはクリフが実際のベトナム戦争に投入されていたトンネルラット部隊 に所属していた可能性がある。トンネルラット部隊は地下の捜索と破壊任務を遂行するためにベトコンが作ったトンネルを逆に利用した戦法を行っていた。
最後はサイコパスの中では珍しく正気に戻り、娘の写真を見せつつも自分が発狂した原因をフランクに告げて静かに息を引き取った（その際フランクはクリフの目を閉じている）。撃破後には使用していたマチェットを入手できる。
『ゾンビのいけにえ』では小ボスのゾンビとして登場する。倒すと必ず日本刀を落とす。

ジョー・スレイド（Jo Slade）
声 - キャロル・バキリタ、八百屋杏（DRDR日本語音声）
醜く太ったフランクより背の高い婦人警官。33歳。サングラスを掛けている。
着ている制服は夏服。極度に口汚く、雌豚などといった猥雑な言葉を喚き散らす。
ゾンビの襲撃でパニックに陥り、その際に何人もの美女を見たことで自身のコンプレックスが爆発し、WONDERLAND PLAZAの婦人服店「Lovely Fashion House」で女性4人（若くてスタイルがいい）を監禁して拷問する。やって来たフランクにそのことを注意されるが、尋問（取り調べ）の邪魔をしたと逆ギレして襲い掛かる。
武器はスタンガンと拳銃と警察故に警棒。巨体から想像できないスピードと、巨体に見合ったパワーで執拗に追いかけて襲ってくる。警棒のダメージはM2マシンガンより上である。
最後はスタンガンによる痙攣で悶えながら、最期まで汚い言葉（Fワード）を叫びながら死亡する。
イザベラを除けば今作で唯一の女性のサイコパスである。また、倒した後と説明書ではサングラスを外した素顔を見せる。
『ゾンビのいけにえ』では小ボスの2種類の特殊ゾンビとして登場し青服の彼女は夜出現し2丁のスタンガンで、茶色服の彼女は拳銃とスタンガンでそれぞれ攻撃しゾンビ化したジェシーほどの耐久力を持つ。こちらでは、倒すと必ず現金を落とす。また、収録されているミュージックビデオでは生前の姿でクレタスと張り手をし合っている。

ホール家（Hall Family）
自己防衛と称してENTRANCE PLAZAの2階で生存者を撃ち殺し人間狩りを楽しんでいる一家。
3人ともスナイパーライフルで武装しており、倒せば持っていたライフルを入手できる。
攻撃手段は持っているライフルによる射撃しかないが、狙いは非常に正確で、また1対3で戦うために攻撃中に妨害を受けやすい。
なお、トーマスは登場時に銃口を向けたフランクがゾンビではなく生きた人間だと分かり、撃つのを躊躇うが、ロジャーとジャックに撃つように命じられる（ただし、戦闘中は躊躇無く撃ってくる）。DRDR版では撃つ頻度がかなり低くなっている。
フランクと戦うも一家共々敗れるが、戦闘後のイベントムービーは無い。DRDR版ではロジャーとジャックの2人を倒すとトーマスはライフルを捨て、膝を落とし戦意喪失する。近づいて話すと経緯を教えてくれる。
ロジャー・ホール（Roger Hall）
声 - スティーヴン・ブルーム、初村健矢（DRDR日本語音声）
ジャックとトーマスという息子を持つホール家の父親。44歳。ゾンビパニックが起きたことを待ち望んだかの理由に人間狩りを楽しんでいる。
ジャック・ホール（Jack Hall）
声 - ジェイソン・スピサック、中村源太（DRDR日本語音声）
ホール家の長男。赤いニット帽が特徴。23歳。勝気な性格で、父のロジャーと同じく人間狩りを楽しんでいる。
トーマス・ホール（Thomas Hall）
声 - フィリップ・タンジーニ、大河元気（DRDR日本語音声）
ホール家の次男。青いキャップを横にかぶり、眼鏡をかけている。20歳。
兄のジャックとは反対に気が弱く押しに弱い。サイコパスの中では精神がまだ真面な方である。
上述の通りオリジナル版では他2人同様に普通に攻撃してくる上に倒さざるを得ない敵であるが、DRDR版では撃つ頻度がかなり少なくなっている。また、ロジャーとジャックがフランクに殺された段階で戦意を喪失し、その場にうずくまって敵対行動をとらなくなる（この時点でホール家は撃破扱いとなり、後述のウェインの救出が可能になる）。フランクに同行を提案されるも家族2人を置いていけず、ENTRANCE PLAZAに残ると話す（このため、見逃すことは可能であるがサバイバーとして救出することはできない、珍しい登場人物となっている）。

ポール・カーソン（Paul Carson）
声 - ガブリエル・オールズ、佐々木拓真（DRDR日本語音声）
長髪と痩せた色白の体を持つ、度の強い眼鏡をかけた若者。19歳。引きこもりであり、放火魔および爆弾魔気質をもつ。
幼い頃にクラスメイトからいじめにあっており、いつも何かに怯えている。見た目やおどおどする姿に反して着ているTシャツはヘビーメタルバンド調。
普段から他人が自分のことを嘲笑していると思い込んでおり、ゾンビの襲撃でパニックに陥った際にその箍が外れたことと劣等感が爆発し、WONDERLAND PLAZAのカジュアルショップ「Casual Gals」で火炎瓶を手に店員のミンディとデッビに襲い掛かる。その後、やって来たフランクにも怯えながら襲い掛かる。
他のサイコパスに比べて体力が低いが足が非常に速い。また、火炎瓶を投げつけたり、逃げながらパイプ爆弾をばら撒いたりして攻撃し、距離が離れると死角から爆弾付きのラジコンカーを操作して攻撃する中・遠距離の戦闘を行う。
最後は火炎瓶を落としたことで誤爆させてしまい、火が自分の服（最初に火が付くのは股間部分）に燃え移り焼死する。だが、燃え移った際に消火器やツバを吹き付けて火を消すとオドオドしながらも正気に戻り（消さなかった場合はそのまま死亡する）、生存者として救助することができる。その後、守衛室にてフランクが自身の悪行を見逃してくれることを条件に、脱出するまで無制限に火炎瓶を補給してくれるようになる。また、サイコパスと生存者を兼ねているために作中で最大のPPをもたらす人物でもある。
『ゾンビのいけにえ』では登場しない。

ショーン・キーナン（Sean Keanan）
声 - ピーター・レナデイ、佐々木睦（DRDR日本語音声）
カルト教団「トゥルーアイ」の教祖。灰色の整えられた髪をした痩身の老人。62歳。
ゾンビの襲撃を終末の到来と信じ、救済と称して誘拐した人間を生贄として神に捧げようとする。洗脳術に長けているためにモール内に武装した黄色いレインコートに緑のマスクを着た信者を蔓延らせており、本拠地である映画館「Colby's Movieland」で剣や針を突き刺すなどの歪な装飾を施したマネキン胴を神像として崇拝している。
フランクと初対面を果たした際は、信者たちを嗾けて自分は逃げてしまう。その後、本拠地の映画館で救済と称して多数の生存者を処刑しようとしていたが、侵入してきたフランクを異教徒扱いして襲い掛かる。
儀式用の長剣を武器に俊敏な動きと広範囲攻撃で襲い掛かってくる強敵。また、撃破後もサイコパス中最多人数となる要救助者（5人）を連れて守衛室に戻る必要がある。
最後は瀕死になりながらも力を求めて神像へ縋りつくが、その衝撃でマネキンが倒れ込んで突き出た剣先が顔面に突き刺さって死亡する。
撃破すると生存者が怯えなくなり、負傷者以外は武器を持って突撃するようになる強化本「洗脳術」を入手可能になる（儀式用長剣も手に入る）。
『ゾンビのいけにえ』では死亡の瞬間に画面全体が赤くなり、出血場面がカットされている。

### Caseに登場するサイコパス
メインストーリーであるケースに登場するサイコパスたち。ストーリーを進めなければ出現しないが、同時にストーリーを進めるには必ず倒さなくてはならない。
カリート・キーズ（Carlito Keyes）
前述の通り三度に渡って対峙する。
一戦目
FOOD COURTでブラッドと協力して戦うことになる。遠距離ではFN P90による銃撃、中距離では手榴弾の投擲、近距離ではキックで攻撃してくる。この戦闘ではブラッドからハンドガンを無限に貰える。初回のサイコパス戦ということもあり、耐久力はかなり低い。また、ある場所からFOOD COURTの屋根に登ることができ、接近戦に持ち込むことで素早く倒せる。
二戦目
ENTRANCE PLAZAで再びブラッドと協力して戦うことになる。今回は素早く逃げ回り、遠距離ではバレットМ82（アンチマテリアルライフル）での狙撃、中距離では手榴弾の投擲を行い、近距離ではタックルや銃での殴打を仕掛けてくる。なお、この戦闘ではブラッドからハンドガンは貰えない。
三戦目
既に仕掛けられた爆弾の起爆時間が迫る中、地下搬入路で中型貨物トラックに乗って襲って来る（『ゾンビのいけにえ』ではゾンビの犇めく地下搬入路でカーチェイスを繰り広げることになる）。トラックによる追突、手榴弾の投擲を仕掛けてくる。無理に戦う必要は無く、爆弾を全て回収すると戦闘終了となる。

イザベラ・キーズ（Isabela Keyes）
前述の通り、NORTH PLAZAで対峙することとなる。
バイクでの突進とハンドガンでの銃撃を仕掛けてくるが、ポールと同様に倒しても死なず、仲間となる。
彼女を倒すことで、スーパーの前にバイクが配置されるようになる。

スティーヴン・チャップマン（Steven Chapman）
声 - アダム・D・クラーク、間宮康弘（DRDR日本語音声）
NORTH PLAZAのスーパーマーケット「Seon's Food」の店長。37歳。仕事熱心で店を大事にしており、気弱ながらも客思いな性格だった。
ゾンビの襲撃や避難誘導に従わずにゾンビに食われていく客、混乱に乗じて店の商品を奪っていく暴徒のために発狂し、店を守るためにピッチフォークやガスバーナー、包丁などの数多の刃物や凶器を括り付けたショッピングカートとショットガンで武装して侵入者を襲撃するようになった。
負傷した兄・カリートの薬を取りに来たイザベラを先に捕らえ、今度は同じく負傷したブラッドのために薬を調達しに来たフランクを暴徒と思い込んで「This is my Store!（ここは私の店だ!）」と絶叫しながら襲い掛かる。時間制限のあるボス。
ピッチフォークやマチェーテをくくりつけた武装系改造ショッピングカートによる突進と遠距離用のショットガンが主な攻撃手段。後ろに回りこむとヒップアタックで攻撃される。なお、突進をしばらく続けると息切れを起こして障害物に激突し、体制の立て直しにも時間がかかるため隙を晒しやすい。なお、彼が持つショッピングカートは戦闘後に回収して武器として使用できる。
フランクとの戦いに敗れると店と顧客のことを心配し「私がいなければ誰がこの店を守るんだ」と嘆きながら6番レジに縋り付き、一度力尽きた後に突然「Clean up ... Register 6!（6番レジへどうぞ！）」と叫び、直後に完全に死亡した。『DRDR』の日本語音声では「どうぞ！6番レジへ！」になっている。
なお、オティスとは面識があり、オティスはスティーヴンが災害で豹変したことに驚いていた。

ラリー・チェン（Larry Chiang）
声 - マイケル・ヤマ、かぬか光明（DRDR日本語音声）
NORTH PLAZA地下にある精肉所で働く肉屋。40歳。ジョー以上に大柄な巨漢で、首の後ろ（うなじの付近）に「肉」という刺青を彫っている。
かつては明るく溌剌とした性格で自分が一番の肉屋だと自負しており、美味しい肉をお客様に提供することを第一とする人物だった。
ゾンビアウトブレイクにより発狂したことで人間と食用肉の区別がつかなくなり、常に笑いながら「お客様」のために新鮮な肉を求めて生きた人間を捕らえてはミンチマシーンにかけようとしている（ゾンビは臭いから駄目とのことである）。
瀕死のカリートを捕らえてミンチマシーンにかけようとしたところでフランクと遭遇。当初は上手く立ち回ったフランクを「肉を買いに来た客」として認識しており、攻撃をしない限り襲ってこないが、フランクに攻撃されるとすぐに襲い掛かる。時間制限のあるボス。
武器は巨大な肉切り包丁、ナイフ、牛一頭分の冷凍肉。襲い掛かってくると近距離では包丁で切りつけたりタックルをし、遠距離では牛一頭分の冷凍肉を凄い勢いで投擲してくる。必殺技はフランクを抱えて肉フックに突き刺した上で何度も切りつける。
『DRDR』では服装はおろか人種まで変わっており、全くの別人になっている。

ブロック・メイソン（Brock Mason）
Over time modeにて前述の通り二度対峙することになる。
一戦目
自動操縦の戦車「XM3 プロトタイプタンク」で、軍のジープを奪って逃走を図るフランクとイザベラを追跡する。主砲による砲撃を行う他、備え付けられたミサイルポッドからミサイルを発射したり格納された大量のスカウトボットに攻撃させる。
二戦目
ゾンビの大群に囲まれた戦車の上で、互いに素手の状態で戦うことになる。正面からの攻撃をガードし、キックやタックルといった近接格闘術で攻撃する。背後からの攻撃はガードできないため有効である。
『ゾンビのいけにえ』では指定されたボタンを入力するコマンドバトルになっている。

## エンディング
エンディングA
真相を突き止めたフランクは時間通りヘリポートに現れる。エドはフランクがスクープを掴んだと確信し、意気揚々とヘリを飛ばすが、ヘリに潜んでいたゾンビに襲われてそのまま墜落。脱出手段を失ったフランクは愕然とする。この続きについては#ストーリーのOvertime Modeを参照。
CASEをクリアし、最後のイベント「THE FACTS」も達成して約束の時間にヘリポートに行った場合のエンディング。
エンディングB
多くの生存者と共にヘリでウィラメッテを脱出したフランクだったが、事件の真相は闇の中だった。その後、アメリカ中の大都市でゾンビ災害が発生し、ウィラメッテは「最初にゾンビに滅ぼされた街」としてしばらく人々に記憶された。
CASEに失敗し、約束の時間にヘリポートに行った場合のエンディング。
エンディングC
エドは遠くからヘリポートを伺い、フランクは死んだと解釈した。直後、ゾンビに襲われて死亡する。政府は街の隔離は「正体不明の伝染病」によるものだと発表。真相を知る者はいなくなった。
CASEはクリアしたが、「THE FACTS」までは進めず約束の時間にヘリポートに行った場合、または、CASEはクリアしたが約束の時間にヘリポートに行かなかった場合のエンディング。
エンディングD
ウィラメッテの事件は特殊部隊の投入によってひとまず沈静化した。しかしフランクは特殊部隊に連行され、行方不明となった。
特殊部隊に拘束されたままタイムリミットを迎えるとこのエンディングになる。
エンディングE
エドは約束の時間に迎えに来た。しかしそこにいたのはフランクに助けられた生存者たちのみで、フランクの姿は無かった。結局フランクの行方は分からず終いだった。
CASEに失敗し、約束の時間にヘリポートにも行かなかった場合のエンディング。
エンディングF
モールの大爆発によって寄生虫は空中に巻き上げられ、アメリカ全土に広まった。あっという間にアメリカは、ゾンビの蔓延る死者の国と化した。
地下搬入路での爆弾回収に失敗した場合のエンディングで、タイムリミットを待たずその時点で終了する。

## 主題歌
- エンディングテーマ「JUSTIFIED」

作曲：Sean Lachefield / 作詞・唄：Drea Gunness
- Wii版PVテーマ「デッドライジング」

作詞・作曲・唄：ガガガSP

## 開発
本作の開発は『シャドウ オブ ローマ』を制作したチームが手掛けている。同作での反省から、開発に当たってはアメリカ人の好みなどの分析が行われた。

## 売り上げ
北米では発売から2週間で50万本を出荷。2006年12月には100万本を突破。カプコン41作品目のミリオンセールスを記録した。これを受けてカプコンの株価は上昇、業績の上方修正を発表する運びとなった。また日本ゲーム大賞2007のグローバル賞（日本作品部門）を受賞しており、外国作品部門を受賞している『Gears of War』とのダブルパック仕様版も発売された。

## 日本版・欧州版・北米版の相違点
日本版と北米版には以下の違いが存在する。以下に列挙する。
- 一部のスキル・武器の攻撃時のゾンビの欠損表現の修正（『DRDR』では頭部のみに修正）。
- スキル「Disembowel」発動時の内臓露出描写の削除。
- アイテム、「肉の塊」のグラフィックの修正。
- 一部のムービーの出血表現の減少・修正。

また以下の変更点は日本版・欧米版での変更点である
- エントランスプラザにある紳士服店、「IN THE CLOSET」内のアイテム「絵画」のグラフィック修正。
- ワンダーランドプラザにある婦人服店、「CASUAL GALS」内のコスチューム「カジュアル1」のイラスト修正。

また、激しい残虐表現のためにドイツにおいては発売禁止に指定された。

## 備考
- 映画『ゾンビ』の権利を持つ米映画会社MKRグループは2008年2月25日、カプコンに対して『デッドライジング』は実質的に『ゾンビ』のゲーム版だと申し立てたが連邦地裁にその申出を却下されている。

## 外部出演作品
『ロストプラネット』
Windows版にプロレス姿、ロックマン（メガマン）としてフランクが登場。
『TATSUNOKO VS. CAPCOM ULTIMATE ALL-STARS』
フランクがプレイヤーキャラクターとして登場。彼のエンディングにはブラッド、ジェシーも登場する。
『ULTIMATE MARVEL VS. CAPCOM 3』
フランクがプレイヤーキャラクターとして登場。日本語ボイスは小山力也が担当。
『PROJECT X ZONE』
フランクが登場。『ヴァンパイア』シリーズのレイレイとペアを組んでいる。ボイスは『UMVC3』同様に小山力也が担当している。

## 映画版
映画化作品としてゲーム版の2を下敷きにして舞台を日本に変えた映画『屍病汚染 DEAD RISING』が2010年にXbox LIVE先行配信、後にDVD化という形式で公開。キャストは吉田大輝、矢崎広、安藤聖、尾上寛之、渋川清彦。稲船の初監督作品であり、脚本は稲船と池原実が担当。
また2015年に日本国外でも『デッドライジング ウォッチタワー』のタイトルで実写映画化され、同年にストリーミング配信が行われ、後にBlu-ray・DVD化された。